# بونتياك
بونتياك هي علامة تجارية لتصنيع السيارات ظهرت عام 1899 تحت اسم أوكلاند موتور كامبني، ثم أعيد تسميتها إلى بونتياك موتور كامبني عام 1926، تباع بونتياك من قبل جنرال موتورز في كل من الولايات المتحدة، كندا والمكسيك. في 27 أبريل 2009، وسط المشاكل المالية المستمرة وجهود إعادة الهيكلة، أعلنت جنرال موتورز رسميًا في 1 من نوفمبر 2010 إيقاف ماركة بونتياك، وتركز على العلامات التجارية الأربع الرئيسية في أمريكا الشمالية : شيفروليه، كاديلاك، بويك، وجي إم سي.

## وصلات خارجية
موقع بونتياك على الانترنت